# Yasushi Akashi
Yasushi Akashi (19 de janeiro de 1931) é um veterano diplomata japonês.